# Mszana (województwo podkarpackie)
Mszana (j. łemkowski Мшана) – wieś w Polsce położona w województwie podkarpackim, w powiecie krośnieńskim, w gminie Dukla.
Leży w dolinie potoku Mszanka w sercu Beskidu Niskiego. W latach 1975–1998 miejscowość administracyjnie należała do województwa krośnieńskiego. Przez wieś biegnie droga z Iwli przez Chyrową i Mszanę do Tylawy.

## Części wsi
| SIMC    | Nazwa | Rodzaj    |
| ------- | ----- | --------- |
| 0349843 | Dół   | część wsi |
| 0349850 | Góra  | część wsi |

## Historia
Po raz pierwszy wieś wymieniana jest w dokumencie wydanym w dniu 17 sierpnia 1366 roku przez Kazimierza Wielkiego. Wystawiony we Włodzimierzu dokument zatwierdzał podział majątku kanclerza Janusza (Suchywilka) i darowanie części majątku swym bratankom. Dobrami Kanclerza podzielili się Janusz, Piotr i Mikołaj – synowie Jakuba Cztana z Kobylan. W 1369 Kazimierz Wielki zezwolił na przeniesienie jej na prawo niemieckie. W 1506 r. została zasiedlona przez Wołochów i przez pewien czas funkcjonowała jako Mszana Wołoska, po czym powtórnie przeniesiono ją na prawo niemieckie. W XVI w. dzierżawcą jej był Jakub Warszycki. Od końca XVI w. była własnością Męcińskich. W XIX w. należała do Cezarego Męcińskiego herbu Poraj (1809-przed 1890). Mszana była dużą i dość zamożną wsią: w 1880 r. było tu 920 mieszkańców, działała olejarnia i folusz. Zamieszkiwali ją Łemkowie, którzy w okresie międzywojennym, w czasie tzw. schizmy tylawskiej, w całości przeszli na prawosławie.
Mszana nie ucierpiała w I wojnie światowej. Za to we wrześniu 1944 r. doznała dużych zniszczeń w trakcie wielodniowych walk, jakie trwały w okolicy w czasie tzw. „Operacji dukielsko-preszowskiej”. Większość mieszkańców już w 1945 r. wyjechała do Związku Radzieckiego. Ich miejsce wkrótce zajęli osadnicy polscy, przybyli głównie z jeszcze bardziej zniszczonej Huty Polańskiej.
W Mszanie urodził się Wawrzyniec Typrowicz (1890–1940), działacz niepodległościowy, prawnik, polityk i oficer Wojska Polskiego.

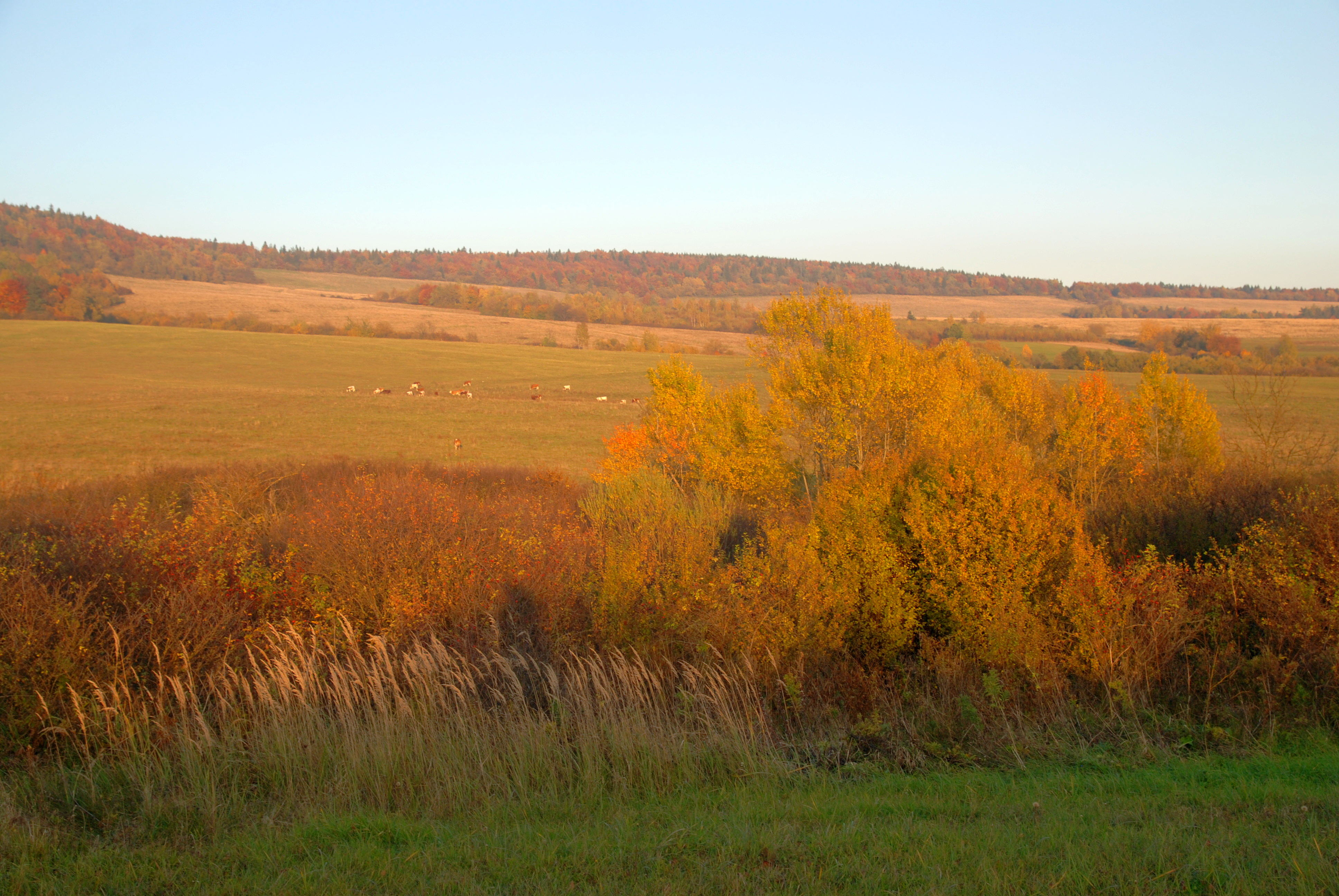
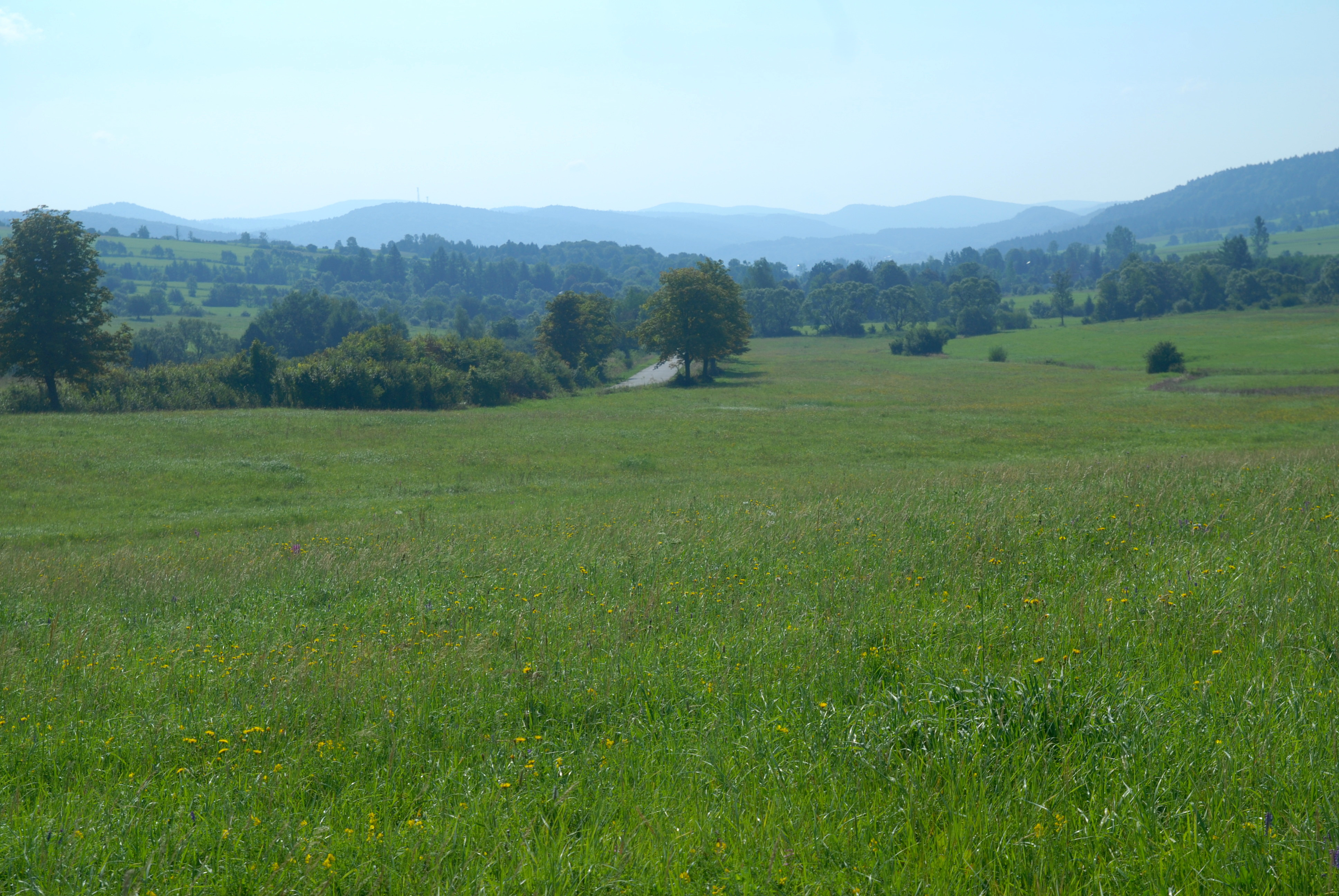
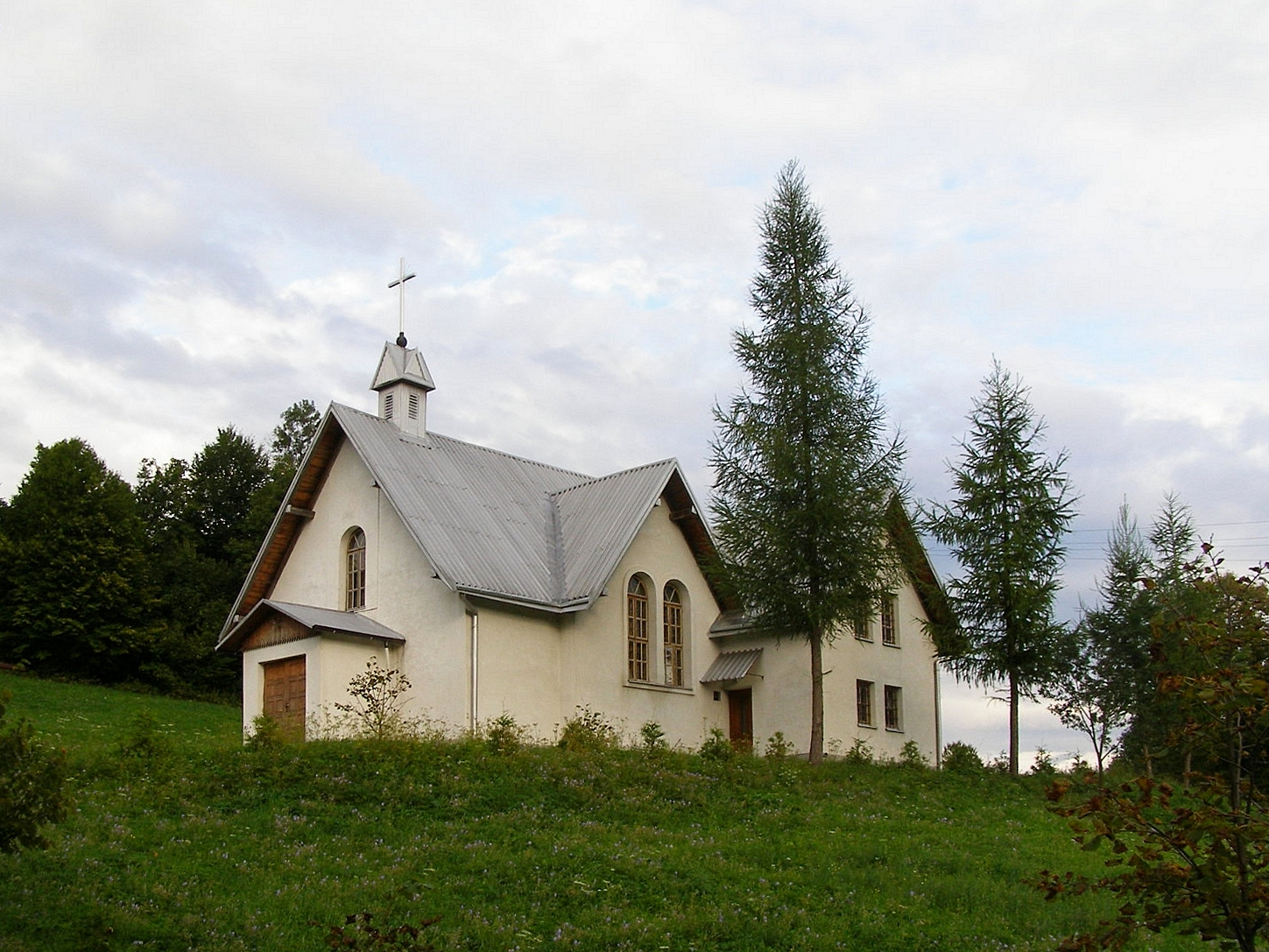
Kościół filialny św. Jana z Dukli

## Dawne zabytki
We wsi istniała cerkiew greckokatolicka pw. Zaśnięcia Matki Bożej. Należała ona do dekanatu dukielskiego. Była jedną z trzech zaledwie cerkwi z murowanymi prezbiteriami, jakie znamy z całych terenów Łemkowszczyzny. Owo murowane prezbiterium zostało wybudowane w ostatnich latach XVIII w. z inicjatywy ówczesnego proboszcza, ks. Grzegorza Ławrowskiego (prawdopodobnie na wzór murowanej cerkwi wzniesionej w 1787 r. w sąsiedniej Tylawie), natomiast część drewniana powstała w roku 1865 lub 1869. Cerkiew słynęła z pięknej snycerskiej dekoracji fasady. Świątynia spłonęła jednak w 1970 r., a prezbiterium rozsypało się w ruinę jeszcze w latach 90. XX w.
Po przejściu ludności wsi na prawosławie obok cerkwi zbudowana została kaplica prawosławna, rozebrana przez żołnierzy radzieckich w 1945 r.

## Istniejące zabytki
- Powyżej kościoła znajduje się cmentarz z dobrze zachowanymi żeliwnymi oraz kamiennymi nagrobkami dawnych i obecnych mieszkańców wsi.
- W starej środkowej części wsi zachowało się kilka drewnianych chałup łemkowskich
- W górnej części zabudowy za przystankiem autobusu budynek starej kuźni (własność prywatna – garaż).

## Współczesność
W środkowej części wsi dobrze zachowany murowany budynek starej szkoły 4-klasowej z lat 30. XX w. – obecnie gospodarstwo agroturystyczne „Stara Szkoła”. Naprzeciwko szkoły znajduje się budynek Domu Ludowego, również przedwojenny, oraz garaż z pojazdem straży pożarnej. Odbywają się tu spotkania, koncerty, zabawy, zajęcia dla dzieci oraz corocznie we wrześniu „Bieg o Kalosz sołtyski”.
Poniżej szkoły i Domu Ludowego stoi  mały białotynkowany kościół rzymskokatolicki, filia parafii w Tylawie.
W dolnej części wsi stoją zabudowania po dawnym PGR (w latach 70. firma Igloopol), dawny sklepik GS oraz blok mieszkalny dla pracowników zakładu. Po upadku zakładu część hal została wydzierżawiona na gospodarstwo koziarskie Maziejuków produkujące min. sery kozie. Dwa rodzaje z wytwarzanych tu serów: bryndza kozia i ser kozi wołoski znajdują się Liście Produktów Tradycyjnych Ministerstwa Rolnictwa i Rozwoju Wsi.